# Asplenium contiguum
Asplenium contiguum är en svartbräkenväxtart som beskrevs av Georg Friedrich Kaulfuss. Asplenium contiguum ingår i släktet Asplenium och familjen Aspleniaceae. Utöver nominatformen finns också underarten A. c. hirtulum.

## Bildgalleri

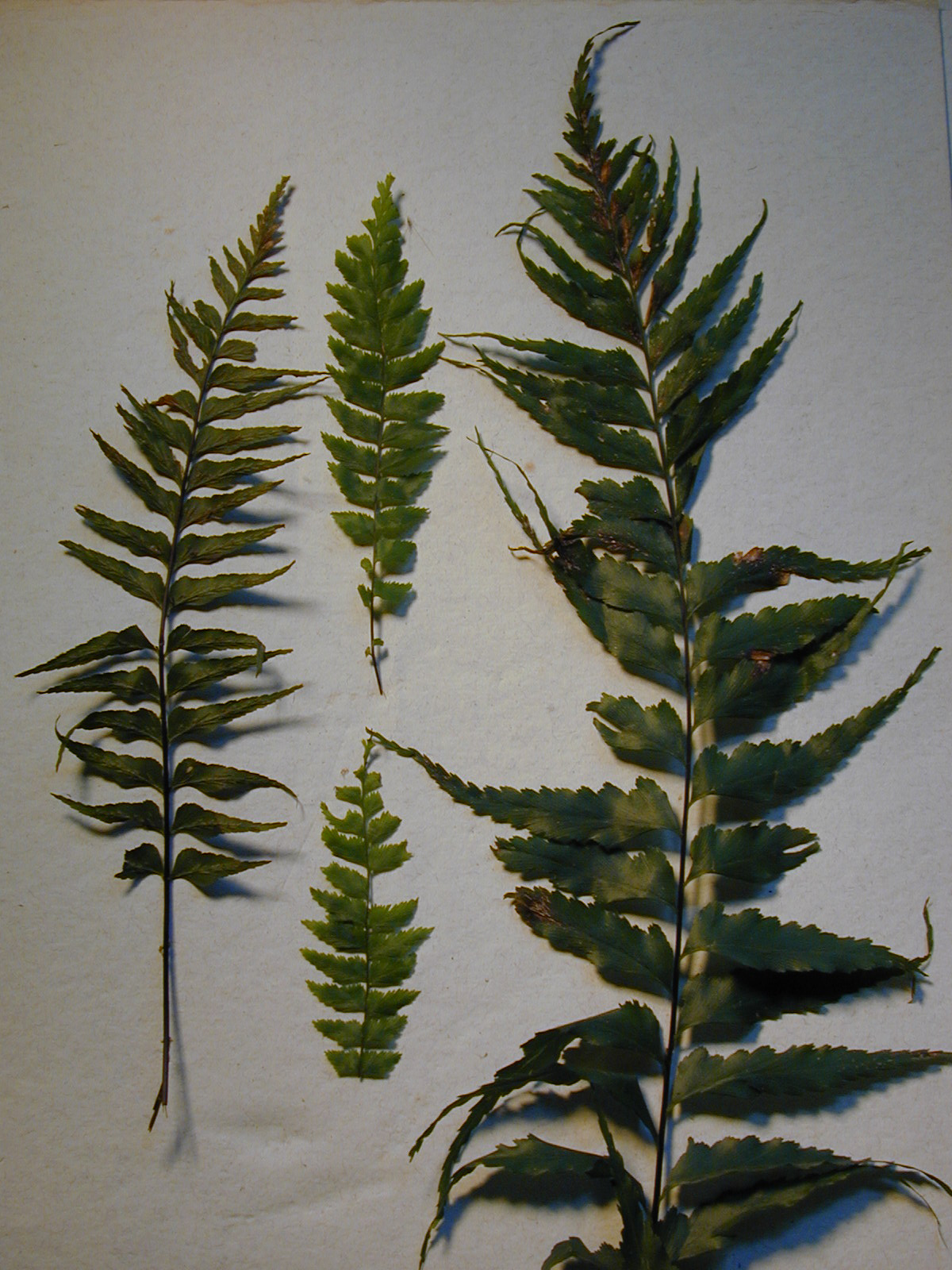
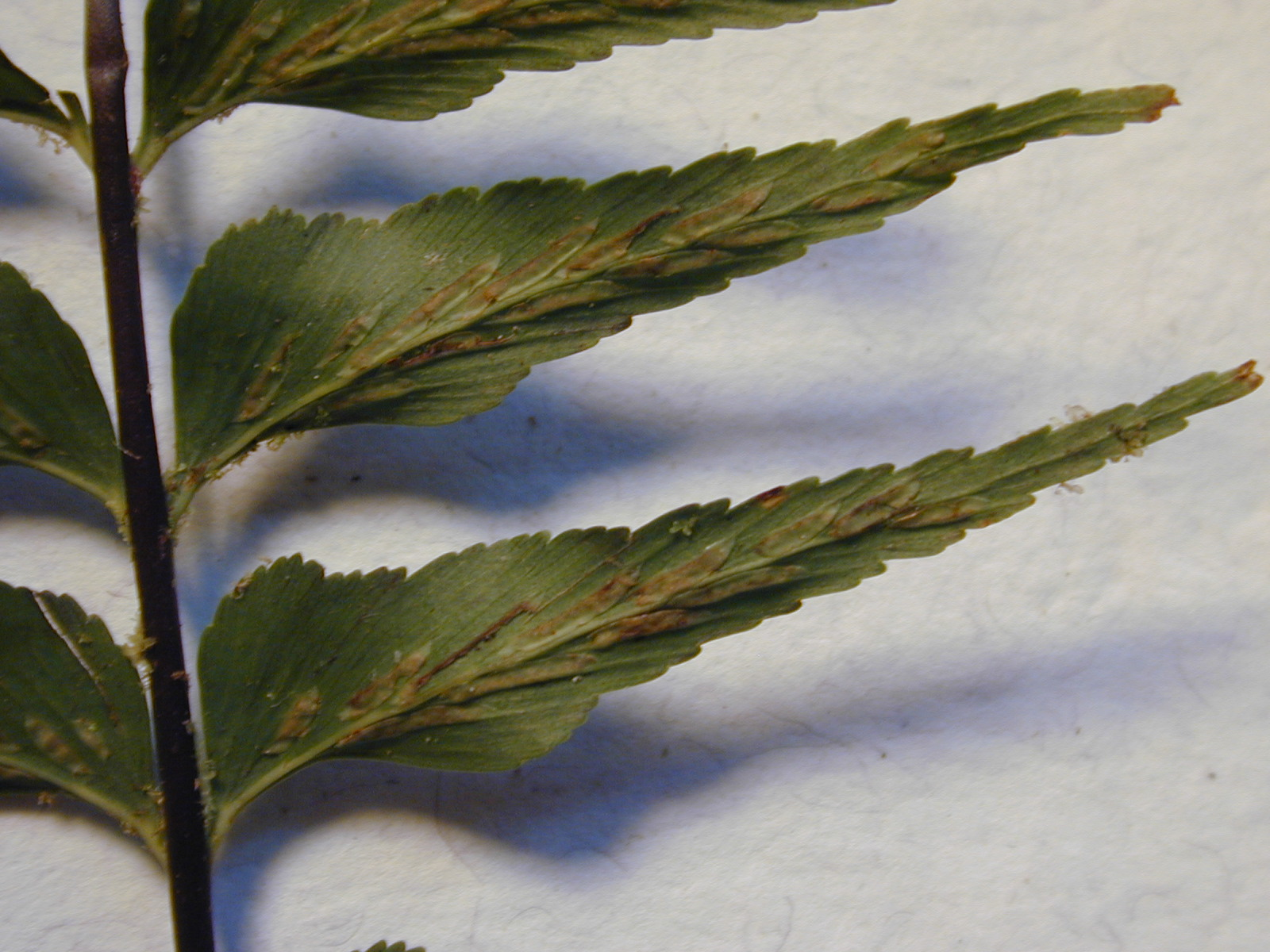
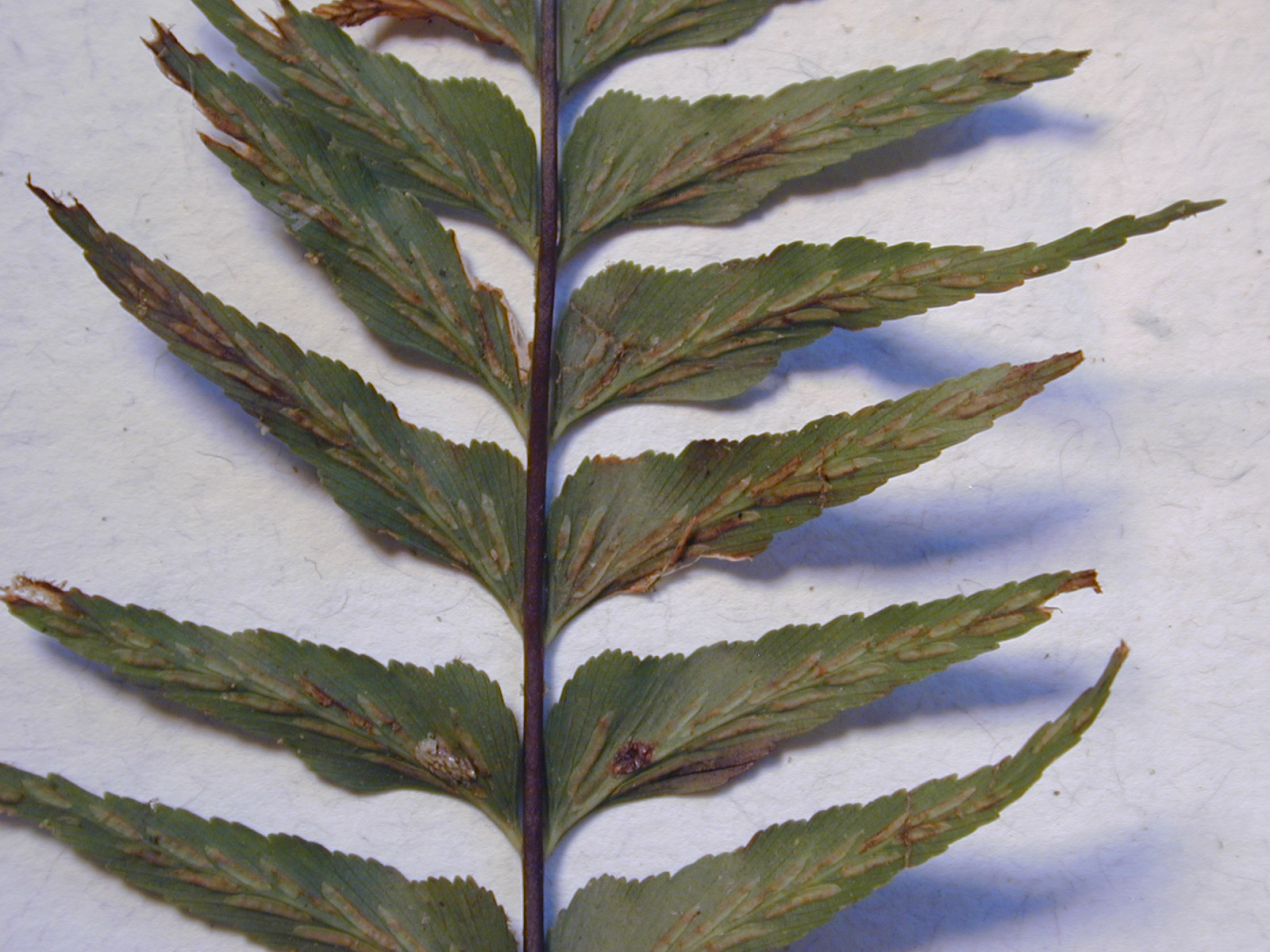
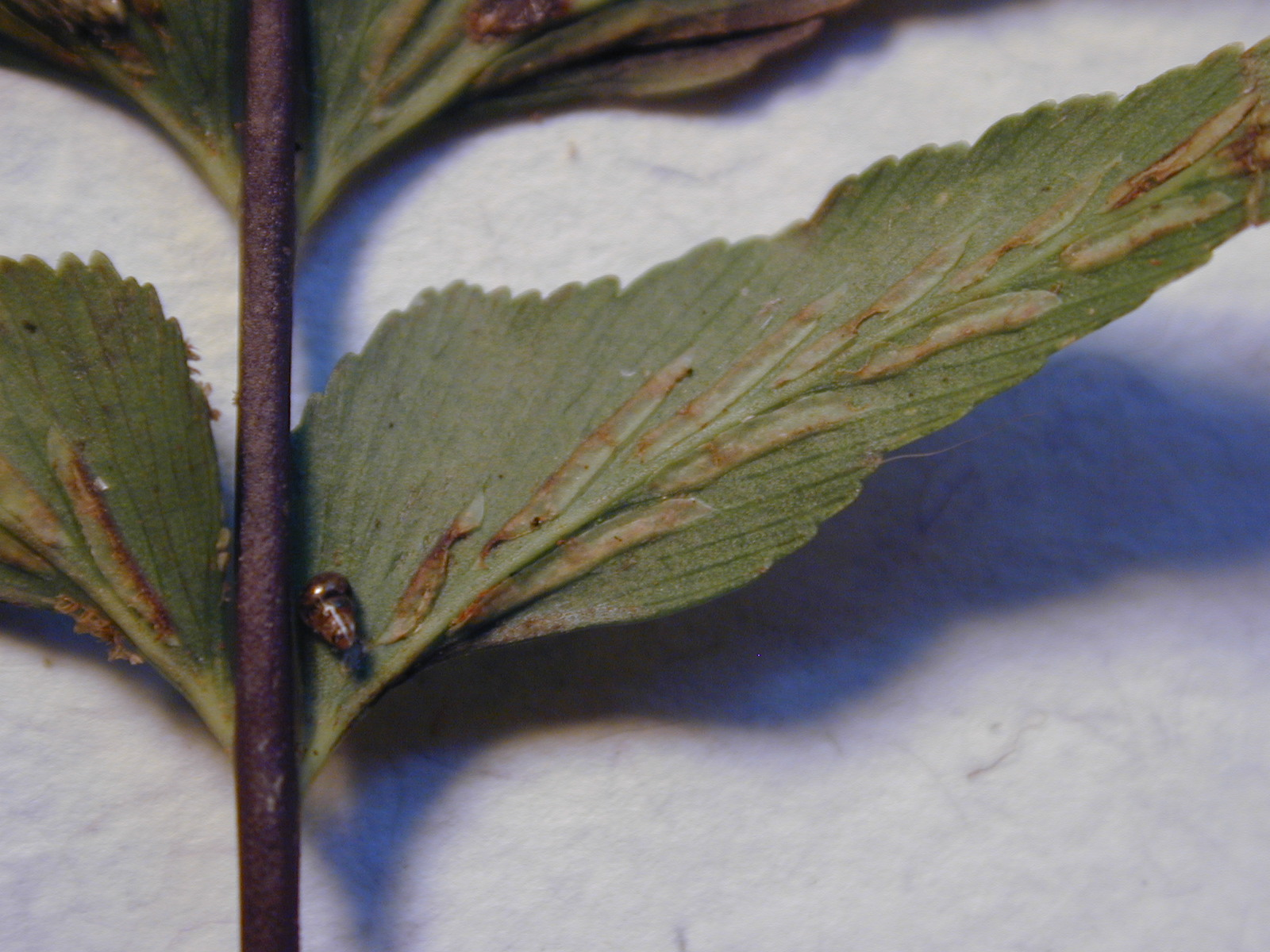
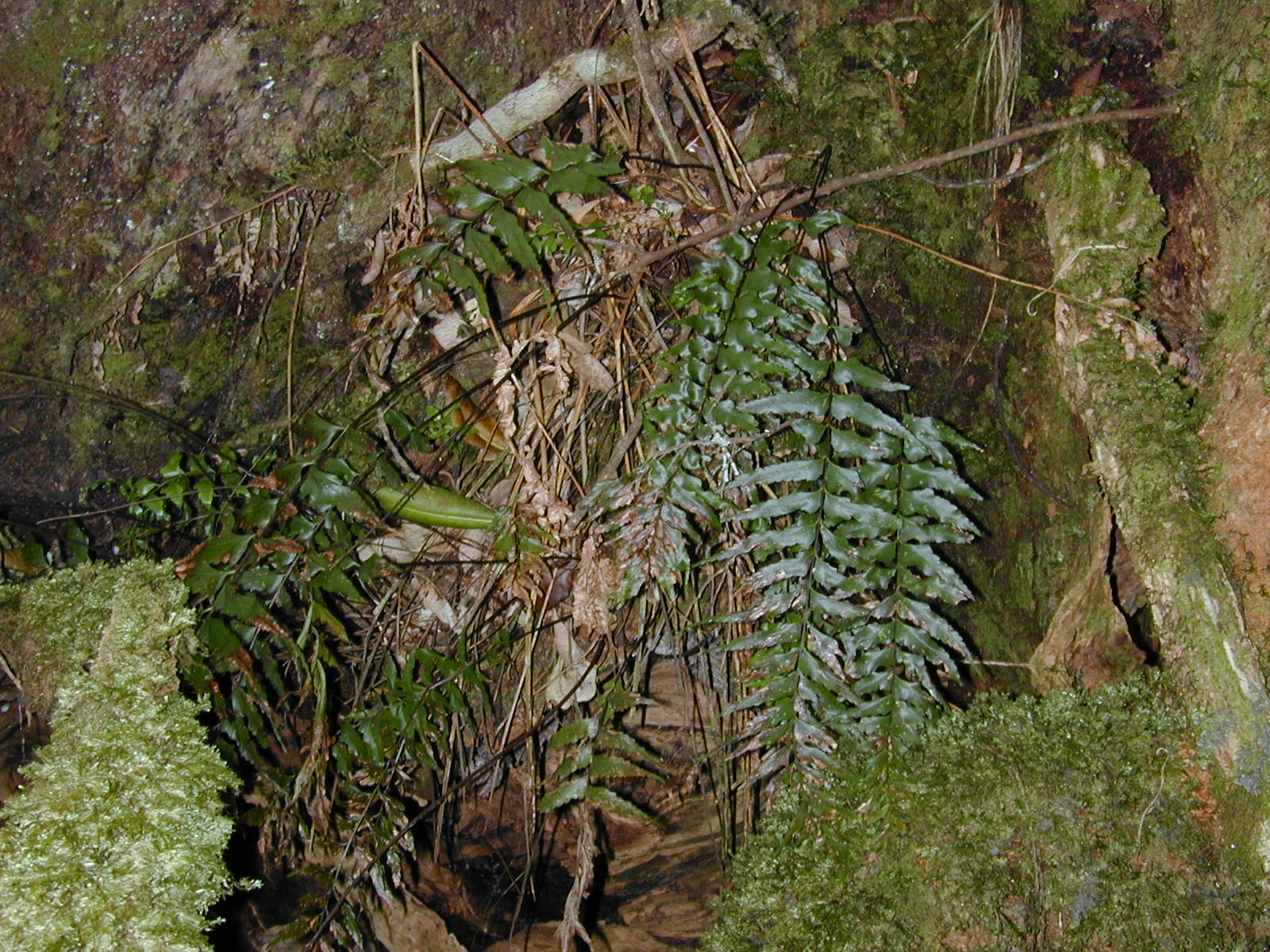
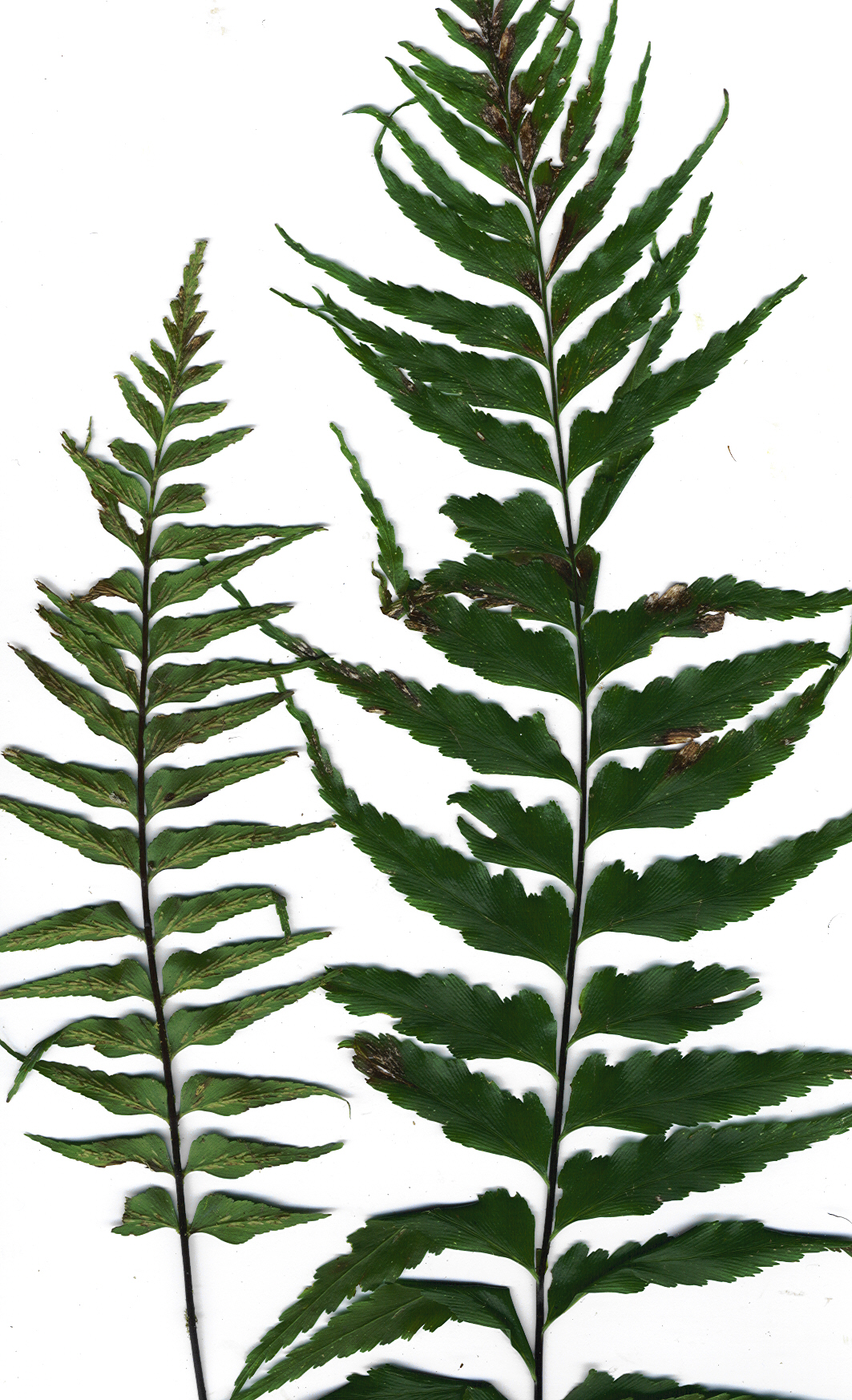